# Under der linden

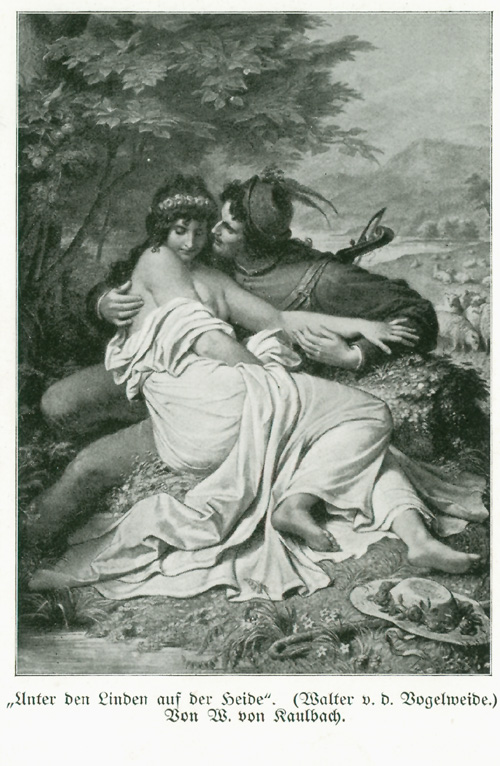
"Unter den Linden auf der Heide", ilustração de Wilhelm von Kaulbach

"Under der linden" é um poema escrito pelo poeta lírico alemão medieval Walther von der Vogelweide escrito em alemão médio-alto. Esse poema pode ter sido originalmente cantado com a melodia sobrevivente de uma antiga canção francesa que corresponde à métrica do poema.

## Manuscritos e melodia
As quatro estrofes dessa poesia foram preservadas em apenas dois manuscritos:
- O Manuscrito Weingarten
- O Códice Manesse

Nenhum dos manuscritos contém melodias associadas. A melodia original é desconhecida. A melodia de uma canção folclórica francesa antiga de autoria desconhecida "En mai au douz ten novels" se ajusta à métrica, sugerindo que "Under der linden" pode ser um contrafactum deessa canção.

## Texto
Poema completo:
| Original em alemão alto-médio 1. Under der linden an der heide, dâ unser zweier bette was, dâ muget ir vinden schône beide gebrochen bluomen unde gras. vor dem walde in einem tal, tandaradei, schône sanc diu nahtegal. 2. Ich kam gegangen zuo der ouwe: dô was mîn friedel komen ê. dâ wart ich empfangen hêre frouwe daz ich bin sælic iemer mê. kust er mich? wol tûsentstunt: tandaradei, seht wie rôt mir ist der munt. 3. Dô hete er gemachet alsô rîche von bluomen eine bettestat. des wirt noch gelachet inneclîche, kumt iemen an daz selbe pfat. bî den rôsen er wol mac tandaradei, merken wâ mirz houbet lac. 4. Daz er bî mir læge, wesse ez iemen (nu enwelle got!), so schamte ich mich. wes er mit mir pflæge, niemer niemen bevinde daz wan er und ich und ein kleinez vogellîn: tandaradei, daz mac wol getriuwe sîn. | Tradução para o inglês por Raymond Oliver 1. Under the lime tree On the heather, Where we had shared a place of rest, Still you may find there, Lovely together, Flowers crushed and grass down-pressed. Beside the forest in the vale, Tándaradéi, Sweetly sang the nightingale. 2. I came to meet him At the green: There was my truelove come before. Such was I greeted — Heaven's Queen! — That I am glad for evermore. Had he kisses? A thousand some: Tándaradéi, See how red my mouth's become. 3. There he had fashioned For luxury A bed from every kind of flower. It sets to laughing Delightedly Whoever comes upon that bower; By the roses well one may, Tándaradéi, Mark the spot my head once lay. 4. If any knew He lay with me (May God forbid!), for shame I'd die. What did he do? May none but he Ever be sure of that — and I, And one extremely tiny bird, Tándaradéi, Who will, I think, not say a word. |